# Chitto Harjo
Chitto Harjo (également connu sous le nom de Crazy Snake), né en 1846 et mort le 6 avril 1912, est un chef et porte-parole de la  Nation Creek. Il résista aux changements imposés par le gouvernement des États-Unis, notamment le Dawes Act et le Curtis Act qui permirent la création de l'État de l'Oklahoma sur les terres du Territoire indien en abolissant le gouvernement tribal et en répartissant les terres alors détenues par la communauté parmi les Amérindiens et vendant le « surplus » aux Américains. Il fut le meneur de la rébellion de Crazy Snake (en) le 25 mars 1909 en Oklahoma.